# Jauchen
Jauchen (mundartlich: Jöüchə dôm) ist ein Gemeindeteil der Marktgemeinde Oberstdorf im bayerisch-schwäbischen Landkreis Oberallgäu.

## Geographie
Das Dorf liegt nordwestlich von Oberstdorf. Westlich der Ortschaft fließt die Breitach, im Osten verläuft die Bundesstraße 19.

## Ortsname
Der Ortsname stammt vom frühneuhochdeutschen Wort joch für Bergjoch, Sattel und bedeutet somit (Siedlung) auf dem Höhenrücken.

## Geschichte
Mittelsteinzeitliche Funde durch Christoff von Vojkffy aus den 1930er Jahren weisen eine frühe Nutzung des Orts auf. Jauchen wurde erstmals urkundlich im Jahr 1530 mit uffem Jochen, ab dem Jowchen erwähnt. Im 17. Jahrhundert wurde die Marienkapelle in Jauchen erbaut. 1621 wurden sechs Wohnhäuser im Ort gezählt, im Jahr 1811 zehn. Im Jahr 1818 kommt mit dem Gemeindeedikt die Kleingemeinde Reute-Jauchen zu Oberstdorf. Ab dem Jahr 1950 erfuhr Jauchen einen ermehrten Wachstum der Siedlung. 1996 wurde die Adula-Klinik eröffnet.

## Baudenkmäler
Siehe: Liste der Baudenkmäler in Jauchen